# 성수전대 긴가맨
성수전대 긴가맨(星獣戦隊ギンガマン)은 일본 도에이에서 제작한 슈퍼 전대 시리즈이다. 1998년 2월 22일부터 1999년 2월 14일까지 TV아사히에서 방영되었다. 1999년 미국에서 《Power Rangers : Lost Galaxy》라는 제목으로 리메이크되었다.

## 개요
본 작품은 전사들이 일반 사회와 결계에서 멀리 떨어지며 지구의 자연과 더불어 사는 긴가 숲의 민간이 대자연보다 주어진 힘 「어스」를 무기로 싸우라고 설정되어 있다. 이 때문에, 야생·상상의 동물을 모티브로 한 영웅의 디자인과 액션, 일상의 무대가 승마 클럽에서 이동 수단도 말, 컨트리풍의 프로그램 내의 자막 텔롭 등"자연"을 앞세운 또 매너리즘화 타파와 원점 회귀를 의식하고 진지한 면을 보인 시리즈이다. 프로듀서보였던 와카마쓰 고우는 도에이의 방송 사이트에서 "《메가레인저》와 세계관이 다르기 때문에 당황하신 분도 많다고 생각하지만 지구의 평화를 지키는 전사들은 올해도 건재하다는 것이 있으므로 이해하라"고 설명했다.
또 본 작품에서는 전대 이름에 1990년대 이후 주류가 되고 있었다. 〈○○레인저〉아니다. 〈○○맨〉의 패턴이 채택되었는데, 기획 단계에서는 《가오레인저》의 명칭도 방안의 하나로 꼽힌. 이 〈가오레인저〉의 명칭은 가장 유력 후보로 있었으며 기획 당시 방영됐던 애니메이션 《용자왕 가오가이가》과 타이틀이 유사하고 있어 미뤄지게 됐다.. 또 당시 CD레코드 정보(CD저널)에서는 주제가 발매 예정으로 〈성수전대 바이오레인저〉로 고시됐다.
당시 거대전에서 2호 로보와의 합체, 혹은 주역 로봇의 교체가 고정화된 가운데 본 작품에서는 아예 1호로인 〈긴가 이오〉가 지원 로봇과 합체나 주역 교대 없이 중간부터 긴가의 빛에 의해서 〈초장광 긴가 이오〉에 파워 업할 뿐으로 끝까지 투쟁을 계속한다는 노선이 관철되고 있다. 기획의 처음 분기에는 〈합체하는 거대 로봇은 일절 내지 않는다.〉, 즉 5명의 히어로와 그 파트너인 성수들만으로 싸운다는 그동안의 포맷을 버린 아이디어도 나온다., 이 아이디어에 따른 전개는 초반의 수화에만 머물고 있다.
또 적 조직인 바루 밴은 각 간부마다 1개 군단이 형성되어 있으며 《가면의 닌자 아카카게》를 의식하는 형태로 각 군단이 1쿠르마다 교체하는 방법을 취하고 있다. 디자인 작업 시에는 당초 4개 군단을 통일한 이미지로 그린 것도 있었지만 각 군단의 개성을 더욱 강조하고 싶다는 프로듀서 고사 시게키의 뜻이다 로부터, 각 군단으로도 분명히 다른 방향성을 내세우는 형태로 차분했다. 그 밖에 긴가 만은 적 유령과 그 간부에 대해서 일괄하고 바루 밴이라고 부르고 있는 것도 특징(간부에 대해서도 이름을 부르기조차 드물었다)이다. 다만 휴우가는 시종 제이 허브 선장만은 이름으로 불렀다.
그동안의 전대에서 오토바이나 차 등의 놀이 기구가 이동 수단으로 사용됐으나 본 작품에서는 처음 동물(말)을 이용하고 있는 점도 특징의 하나로 꼽힌다. 말이 신경질적인 동물이어서 촬영의 몇주 전부터 일상적으로 마스크 등의 말 갖춤을 붙이고 익숙해지게 하거나 원래의 기수가 승마하고 촬영할 형편상 그것 전용에 시야가 보다 광범위하게 빼앗긴 마스크나 넓적다리 안쪽에 해당하는 부분을 보강한 정장을 특별 주문하는 등 촬영 시에는 많은 수고가 걸린다.
완구 전개에서는 슈퍼 전대 시리즈로서는 잠시 끊겼던 「초합금」브랜드가 〈DX초합금 성수 합체 긴가이오〉에서 부활하면서 CM송도 통상판과 별도로 가사에 "초합금"의 문구를 포함한 버전 이 만들어지는 등"초합금"브랜드의 부활이 강하게 어필하고 있다. 이 〈DX 긴가이오〉은 모처럼 초합금 브랜드에서 발매하기도 한다, 시작 단계에서 잦은 개수가 이뤄졌다는 점에서, 발매일을 당초 예정보다 늦어지고 있다.
매출 면에서는 메가 레인저의 총 매출 74억엔에서 93억엔, 내 완구 매출이 48억엔에서 56억엔이라고 상승했다.

## 줄거리
은하를 털고 행성을 파먹는 우주 해적 바르반. 3000년 전 지구를 강타한 그들은 지구의 자연으로부터 주어지는 별을 지킬 힘 어스를 가진 병사들과 은하의 평화를 지키기 위해서 싸우는 신비의 동물·성수에 의해서 해저에 봉인됐다. 그러나 해저 지진의 영향으로 봉인이 터지고 그들은 현대에 부활한다.
그 무렵 이전 바루 밴을 봉인하고 이날을 체득하는 자연과 함께 사는 사람들의 고향인 긴가의 숲에서는 전사의 증표·성수 검을 이어받은 어스 전사의 계승식이 거행되었다. 제133대째의 전사로 뽑힌 것은 휴가, 하야테, 고우키, 히카루, 사야는 매일 5명이다. 그식 도중에서 과거의 전사의 자손에게 보복할 수 있도록 바르반이 습격했다. 그들은 바르반을 요격하다만 휴우가는 제이 하브에 패하고 땅 속으로 모습을 감추어 버린다. 그러나 땅에 잠식되기 직전, 휴우가는 성수검을 동생 료마에게 맡긴다. 료마는 휴가 대신 새로운 전사이자 다른 4명과 함께 전설의 전사 〈긴가맨〉으로 환생하고 바르반을 격퇴했다.
그러나 휴가의 죽음을 슬퍼할 틈도 없이 다시 바르반은 숲을 덮쳤다. 장로 오드리기는 긴가 숲의 힘을 악용되지 않아 5명의 전사에 바르반 토벌을 담아, 스스로도 포함한 거주자로 숲을 봉인되어, 석화한 긴가의 숲은 호수의 밑바닥에 가라앉아 5명은 정든 숲을 나오게 된다.
그리고 모함인 막강한 마수 다이타닉스 부활을 꾀하다 바르반은 부활의 에너지로 긴가의 빛을 바라는 행동을 개시했다. 5명은 료마는 우연히 만난 소년 아오야마 유타의 아버지의 소개로 승마 클럽 종업원으로 바르반 부활을 알고 그들의 전직에 나타난 긴가 레온을 리더로 하는 다섯 성수과 함께 지구를 멸하려는 바르반에 맞선다.

## 성수전대 긴가맨
긴가맨은 원래 3000년 전에 성수들과 함께 우주해적 바르반의 봉인을 위해 싸운 긴가의 숲의 전사들이, 성수들에게 주어진 긴가브레스로 변신한 모습이다. 현대의 그들은 제133세대의 계승자들로 긴가브레스를 이용해 바르반과 싸우게된다. 그들은 자연에서 주어진 어스를 다루기 때문에 변신 전에도 초자연적인 능력을 발휘할 수 있다.
- 긴가 레드 / 료우마 (リョウマ) (국내명(파워레인저 캡틴포스): 갤럭시 레드 / 리온) (22세 (1976년 출생))
- 긴가 그린 / 하야테 (ハヤテ) (국내명(파워레인저 캡틴포스): 갤럭시 그린 / 빈트) (22세 (1976년 출생))
- 긴가 블루 / 고우키 (ゴウキ) (국내명(파워레인저 캡틴포스): 갤럭시 블루 / 고우키) (22세 (1976년 출생))
- 긴가 옐로 / 히카루 (ヒカル) (국내명(파워레인저 캡틴포스): 갤럭시 옐로 / 라이트) (17세 (1981년 출생))
- 긴가 핑크 / 사야 (サヤ) (국내명(파워레인저 캡틴포스): 갤럭시 핑크 / 사야) (17세 (1981년 출생))
- 흑기사 / 휴우가 (ヒュウガ) (국내명(파워레인저 캡틴포스): 흑기사 / 휴거) (27세 (1971년 출생)) (26회부터 등장)

## 우주해적 바르반
우주해적 바르반(宇宙海賊バルバン 우추우카이조쿠바루반[*])은 성수전대 긴가맨에 등장하는 적 집단. 제이하브 선장이 거느린다.
한때 은하의 여러 별들을 멸망시켰던 우주해적 집단. 마수 다이타닉스의 등에 성을 세운 마수 요새 다이타닉을 해적선으로 삼는다.[4] 3000년 전에 지구에 쳐들어왔지만, 초대 긴가맨과 성수들에 의해 해저에 봉인되었다. 하지만 지진에 의해 봉인이 풀려 부활한다. 아직 눈을 뜨지 않은 다이타닉스의 부활을 위해 4개의 군단으로 다양한 전략을 실행한다.
- 선장 제이하브(ゼイハブ船長 센조 제이 하브[*])
- 조타사 셰린다(操舵士シェリンダ 소오다시 쉐린다[*])
- 과학자 부크라테스(樽学者ブクラテス 손가쿠샤 부쿠라테스[*])
- 총두 산밧슈(銃頭サンバッシュ 주우아타마 산밧슈[*])
- 검장 부드(剣将ブドー 켄쇼오 부도오[*])
- 요제 이리에스(妖帝イリエス 아야카시미카도 이리에스[*])
- 파왕 바토바스(妖帝イリエス 하오오 밧토바스[*])

## 배역

### 주연
- 료마 / 긴가 레드 (음성) : 마에하라 카즈키
- 하야테 / 긴가 그린 (음성) : 스에요시 코지
- 고우키 / 긴가 블루 (음성) : 쇼에이
- 히카루 / 긴가 옐로 (음성) : 다카하시 노부아키
- 사야 / 긴가 핑크 (음성) : 미야자와 쥬리
- 휴우가 / 흑기사 (음성) : 오가와 테루아키
- 아오야마 유타 : 하야카와 쇼고(早川 翔吾)
- 아오먀아 하루히코 : 타카모쿠 요시히코(高杢 禎彦)
- 미즈사와 스즈코 : 요시다 마키코
- 키시모토 슌스케 : 키시 유지
- 장로 오기 : 아리카와 히토시
- 미하루 : 다나카 노리코

### 주조연
- 지혜의 나무 모크 (음성) : 나야 로쿠로
- 요정 보크 (음성) : 미유키 사나에
- 선장 제이 하브 (음성) : 시바타 히데카츠
- 조타사 쉐린다 : 미즈타니 케이
- 과학자 부크라테스 (음성) : 챠후린
- 총두 산밧슈 (음성) : 히야마 노부유키
- 검장 부드 (음성) : 하야시 카즈오
- 요제 이리에스 (음성) : 타카시마 가라
- 파왕 바트바스 (음성) : 와타베 타케시
- 암상인 비즈네라 (음성) : 시오자와 카네토
- 해설 (음성) : 와카모토 노리오

## 같이 보기
- 성수전대 긴가맨 vs. 메가레인저
- 구급전대 고고파이브 vs. 긴가맨

### 내용주
1. ↑  엔딩에서도 변신 후의 모습으로 승마 하는 장면이 있지만 작품 중에서 등장 인물이 말을 타고 있는 장면은 수 이야기밖에 없다.
2. ↑  후에 〈합체 영혼〉의 보너스 트랙으로 수록

### 참조화수
1. ↑  “보관된 사본”. 2012년 7월 24일에 원본 문서에서 보존된 문서. 2010년 7월 18일에 확인함.
2. 1 2 3  완전 머티어리얼 북 하권 2002
3. ↑  《우주선》 (1998년 여름호) 감독, 각본가 인터뷰보다
4. ↑  햐쿠카 료오란 카노마키 2012, p. 103, 〈DESIGNER'S INTERVIEW04 노자키 아키라〉
5. ↑  완전 머티어리얼 북 하권 2002, p. 86.
6. ↑  토이 저널 2001년 1월호